# Winchester, Quận Vilas, Wisconsin
Winchester là một thị trấn thuộc quận Vilas, tiểu bang Wisconsin, Hoa Kỳ. Năm 2010, dân số của thị trấn này là 375 người.